# Leopoldo Marechal

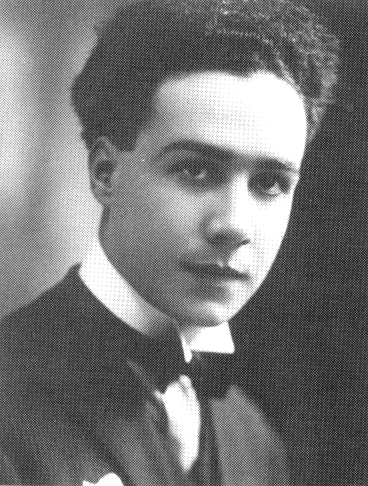
Leopoldo Marechal

Leopoldo Marechal (Buenos Aires, 11 giugno 1900 – Buenos Aires, 26 giugno 1970) è stato un poeta, drammaturgo, scrittore e saggista argentino.

## Educazione ed esordi
Nato a Buenos Aires da una famiglia di origini francesi, è stato un importante intellettuale e scrittore argentino. Dopo un'infanzia trascorsa in ristrettezze economiche, Marechal riuscì a diventare insegnante nelle scuole secondarie, lavorando anche come bibliotecario. 
Negli anni venti si occupò essenzialmente di poesia, avvicinandosi al gruppo di intellettuali riuniti attorno alla rivista Martín Fierro. Nel 1922 pubblicò la sua prima raccolta Los aguiluchos. Grazie a questa raccolta di poesie fece amicizia con intellettuali come Horacio Schiavo, José Bonomi e José Fioravanti, cominciando a scrivere sulla rivista Proa.

## Viaggi in Europa e maturità letteraria
Nel 1926, avvicinatosi al gruppo del Martín Fierro, pubblicò Días como flechas, il cui stile era influenzato dall'avanguardia europea. Nello stesso anno, desideroso di viaggiare in Europa, riuscì finalmente a concretizzare il suo sogno. Sbarcato in Spagna incontrò Ramón Gómez de la Serna a Madrid, allacciando relazioni con la redazione della Gaceta Literaria e con il filosofo Ortega y Gasset. In Francia, a Parigi, fece amicizia con Pablo Picasso oltre a frequentare il gruppo degli argentini espatriati, come Horacio Butler, Héctor Basaldúa e Antonio Berni. 
Tornato in patria nel 1927 ricominciò a lavorare nella scuola, accettando di far parte della redazione di El Mundo e fondando a sua volta la rivista Libra, che ebbe vita brevissima. Nel 1929 con le sue Odas para el hombre y la mujer (1929) conseguì il Premio Municipale di poesia a Buenos Aires, dimostrando ormai di aver acquisito uno stile personale con un giusto bilanciamento fra stile e classicità. Quello stesso anno viaggiò in Europa, stabilendosi per un certo tempo a Parigi, a Montparnasse, e frequentando i vivaci circoli intellettuali e artistici dell'epoca. Fu durante questo soggiorno parigino, verso il 1930, che Marechal cominciò a scrivere il suo romanzo Adan Buenosayres.

## Attività politica e culturale
Nel 1931, tornato ancora una volta in Argentina conosce María Zoraida Barreiro che nel 1934 diventerà sua moglie, dandogli in seguito due figlie. Marechal si avvicina al cattolicesimo e al gruppo Convivio. Nel 1937 dedica alla moglie le poesie di Laberinto de amor con il quale vince il Premio Nazionale di Poesia, premio che vincerà ancora nel 1940 con Sonetos a Sophia. 
Negli anni quaranta, Marechal mostrò un'aperta simpatia per il peronismo e collaborò politicamente con il governo di Juan Perón, dirigendo la Segreteria nazionale della cultura.

## Adan Buenosayres
Nel 1947, dopo una lunga malattia, muore la moglie, Marìa Zoraida. Lo scrittore, fortemente provato, si getta nel lavoro, riprendendo il suo romanzo Adan Buenosayres, completandolo e dandolo alle stampe nel 1948. Il romanzo ricevette una lusinghiera recensione da parte di Julio Cortázar, ma per il resto venne completamente ignorato. Probabilmente le sue scelte politiche non furono estranee a questo ostracismo culturale. Nel romanzo si narra del viaggio del poeta Adan che compie un periplo simbolico di tre giorni all'interno della geografia di una Buenos Aires metafisica. Nel suo cammino incontra una folla di personaggi tra i quali, sotto nomi di fantasia, sono riconoscibili tutti i grandi intellettuali argentini, incluso Jorge Luis Borges. Il romanzo allegorico tocca ogni tipo di registro, dal comico all'epico, con un linguaggio eccezionale e a volte stupefacente. Da parte sua Marechal ha dichiarato: «Quando ho scritto Adan Buenosayres non intendevo uscire dall'ambito della poesia. Basandomi sulla Poetica di Aristotele, ho subito pensato che tutti i generi letterari debbano essere generi della poesia, sia l'epico che il drammatico o il lirico. […] Con questa intenzione ho scritto Adan Buenosayres e l'ho adattato alle norme che Aristotele aveva dettato per il genere epico»
Come l'Ulisse di James Joyce, l'influenza del romanzo può essere ritrovata nell'Odissea di Omero, ma anche nel cattolicesimo e in Dante (il settimo libro del romanzo, intitolato Viaje a la Oscura Ciudad de Cacodelphia è evidentemente una parodia dell'Inferno dantesco).

## Ultimi anni
Subito dopo la pubblicazione del romanzo, lo scrittore argentino viaggiò in Europa con incarichi ufficiali, tenendo anche conferenze a Madrid e Roma. Nel 1950 va a convivere con Elvia Rosbaco, un'insegnante di letteratura con la quale aveva da tempo instaurato una relazione. Dal 1951 comincia ad occuparsi di teatro con un adattamento dell'Elettra di Sofocle e scrivendo la piece Antígona Vélez, basata sull'Antigone. 
Dopo la caduta di Perón conduce una vita molto ritirata, continuando a scrivere sia poesia sia romanzi. Si segnalano le sue raccolte Alegropeya e Heptameron (1962) e il romanzo El banquete de Severo Arcangelo (1965), per il quale riceve il Premio Forti Glori. Muore improvvisamente nel 1970, poco prima della pubblicazione del suo terzo romanzo: Megafón o La guerra.

## Ricezione critica
A differenza di altri grandi scrittori argentini come Borges e Cortázar, Marechal non è molto conosciuto al di fuori dell'Argentina, eccetto che a Cuba, dove il poeta fu nel 1967, invitato dal governo per ricevere un premio di letteratura. Nel suo stesso paese per molto tempo la sua opera fu dimenticata, anche per ragioni politiche. Attualmente il suo Adan Buenosayres è considerato dai critici come uno dei più importanti romanzi mai scritti nella letteratura argentina.

## Opere

### Poesia
- Aguiluchos (1922)
- Odas para el hombre y la mujer (1929)
- Laberinto de amor (1936)
- Cinco poemas australes (1937)
- El centauro (1940)
- Cantos a Sophía (1940)
- Canto de San Martín (1950)
- Heptamerón (1966)
- El poema del Robot (1966)
- Poema de la Física (postumo).

### Romanzi
- Adán Buenosayres (1948)
- El banquete de Severo Arcángelo (1965)
- Megafón o la guerra (1970)

### Teatro
- Antígona Vélez (1950)
- Las tres caras de Venus, (1952)
- La batalla de José Luna, (1953)
- Don Juan, (1978)

### Saggi
- Historia de la calle Corrientes, (1937)
- Cuaderno de navegación, (1966)

### Opere tradotte
- Adán Buenosayres (Paris Grasset, UNESCO 1995, trad. in francese di Patrice Toulat)
- Adán Buenosayres (Vallecchi, Firenze 2010. a cura di Claudio Ongaro Haelterman; trad. di Nicola Jacchia)
- Il banchetto di Severo Arcangelo (Rusconi, Milano, 1976, Zanzibar, Milano, 1995. Trad. a cura di Lucio D'Arcangelo, ISBN 978-8885419261)
- Megafón o la guerra (ed.speciale per Corriere della Sera e La Civiltà Cattolica, 2014, trad. di Edoardo Balletta)
- Polifemo (Solfanelli, Chieti, 2016, trad. di Giuseppe Gatti)

## Opere su Leopoldo Marechal
- Squirru, Rafael, Leopoldo Marechal, Buenos Aires, Ediciones Culturales Argentinas, 1961.
- Coulson, Graciela, Marechal, la pasión metafísica, Ediciones García Cambeiro, Buenos Aires, 1973, 190 p.
- de Navascués, Javier, Adán Buenosayres: una novela total. Estudio narratológico, Pamplona, EUNSA (Universidad de Navarra), 1992, 296 p.
- Kröpfl Ulrike, Leopoldo Marechal oder die Rückkehr der Geschichte, Vervuert Verlag. Frankfurt am Main, 1995, 409 p.
- Kröpfl, Ulrike, Cahiers d´Histoire des Littératures Romanes Romanistische Zeitschrift für Literaturgeschichte, Universitätsverlag C. Winter Heidelberg, 21. Jahrgang, 1997, Sonderdruck, pp. 393–415.
- Cheadle, Norman, The Ironic Apocalypse in the Novels of Leopoldo Marechal, Colección Támesis. Serie A, Monografías 183. Londres: Támesis Books, 2000.
- Podeur, Jean-François, Don Juan, de Leopoldo Marechal: du Mythe à l'allégorie du salut, Theatres du Monde, Université d´Avignon, Institut de Recherches Internationales sur les Arts du Spectacle, Faculté des Lettres et des Sciences Humaines, Cahier Nº 3, 1993.
- Lojo de Beuter, María Rosa, La mujer simbólica en la narrativa de Leopoldo Marechal, Ensayos de crítica literaria. Año 1983. Buenos Aires: Editorial de Belgrano, 1983.